# وليام بينديكس
وليام بينديكس (بالإنجليزية: William Bendix)‏ مواليد 14 يناير 1906 في مانهاتن، نيويورك، الولايات المتحدة - الوفاة 14 ديسمبر 1964 في لوس أنجلوس، كاليفورنيا، الولايات المتحدة، هو ممثل أمريكي بدأ مسيرته الفنية سنة 1936. امتدت مسيرته الفنية لأكثر من 28 عاما. من أعماله سيدة العام (فيلم) وجزيرة ويك (فيلم).

## روابط خارجية
- وليام بينديكس على موقع IMDb (الإنجليزية)
- وليام بينديكس على موقع الموسوعة البريطانية (الإنجليزية)
- وليام بينديكس على موقع ألو سيني (الفرنسية)
- وليام بينديكس على موقع ميوزك برينز (الإنجليزية)
- وليام بينديكس على موقع تيرنر كلاسيك موفيز (الإنجليزية)
- وليام بينديكس على موقع أول موفي (الإنجليزية)
- وليام بينديكس على موقع قاعدة بيانات برودواي على الإنترنت (الإنجليزية)
- وليام بينديكس على موقع قاعدة بيانات الأفلام السويدية (السويدية)
- وليام بينديكس على موقع إن إن دي بي (الإنجليزية)
- وليام بينديكس على موقع ديسكوغز (الإنجليزية)